# Urandi
Urandi este un oraș în statul Bahia (BA) din Brazilia.